# Скотт Б'янко
Скотт Б'янко (англ. Scott Bianco; нар. 9 листопада 1967, Камлупс, Британська Колумбія) — канадський борець вільного стилю, чемпіон Співдружності, чемпіон Ігор Співдружності, учасник Олімпійських ігор.

## Життєпис
Боротьбою почав займатися з 1983 року.
Виступав за борцівський клуб «Burnaby Mountain», Бернабі. Тренер — Майк Джонс.

## Спортивні результати на міжнародних змаганнях

### Виступи на Олімпіадах
| Змагання                    | Збірна | Вагова категорія          | Місце |
| --------------------------- | ------ | ------------------------- | ----- |
| Літні Олімпійські ігри 1996 | Канада | вільна боротьба, до 90 кг | 15    |

### Виступи на Чемпіонатах світу
| Змагання                        | Збірна | Вагова категорія          | Місце |
| ------------------------------- | ------ | ------------------------- | ----- |
| Чемпіонат світу з боротьби 1994 | Канада | вільна боротьба, до 90 кг | 7     |
| Чемпіонат світу з боротьби 1995 | Канада | вільна боротьба, до 90 кг | 21    |

### Виступи на Панамериканських іграх
| Змагання                  | Збірна | Вагова категорія          | Місце |
| ------------------------- | ------ | ------------------------- | ----- |
| Панамериканські ігри 1995 | Канада | вільна боротьба, до 90 кг | 4     |

### Виступи на Кубках світу
| Змагання                    | Збірна | Вагова категорія          | Місце |
| --------------------------- | ------ | ------------------------- | ----- |
| Кубок світу з боротьби 1994 | Канада | вільна боротьба, до 90 кг | 5     |

### Виступи на Іграх Співдружності
| Змагання                | Збірна | Вагова категорія          | Місце  |
| ----------------------- | ------ | ------------------------- | ------ |
| Ігри Співдружності 1994 | Канада | вільна боротьба, до 90 кг | Золото |

### Виступи на інших змаганнях
| Змагання                                                    | Збірна | Вагова категорія          | Місце  |
| ----------------------------------------------------------- | ------ | ------------------------- | ------ |
| Ігри Співдружності 1991                                     | Канада | вільна боротьба, до 82 кг | Золото |
| Чемпіонат Співдружності з боротьби 1991                     | Канада | вільна боротьба, до 82 кг | Золото |
| Гран-прі Німеччини з боротьби 1996                          | Канада | вільна боротьба, до 90 кг | 7      |
| Олімпійський кваліфікаційний турнір з боротьби 2000 (Токіо) | Канада | вільна боротьба, до 85 кг | 13     |